# Grabbezirk für Makareus
Der Grabbezirk für Makareus ist ein erhaltenes Grabensemble des Kerameikos, des bedeutendsten und größten antiken Friedhofs von Athen.

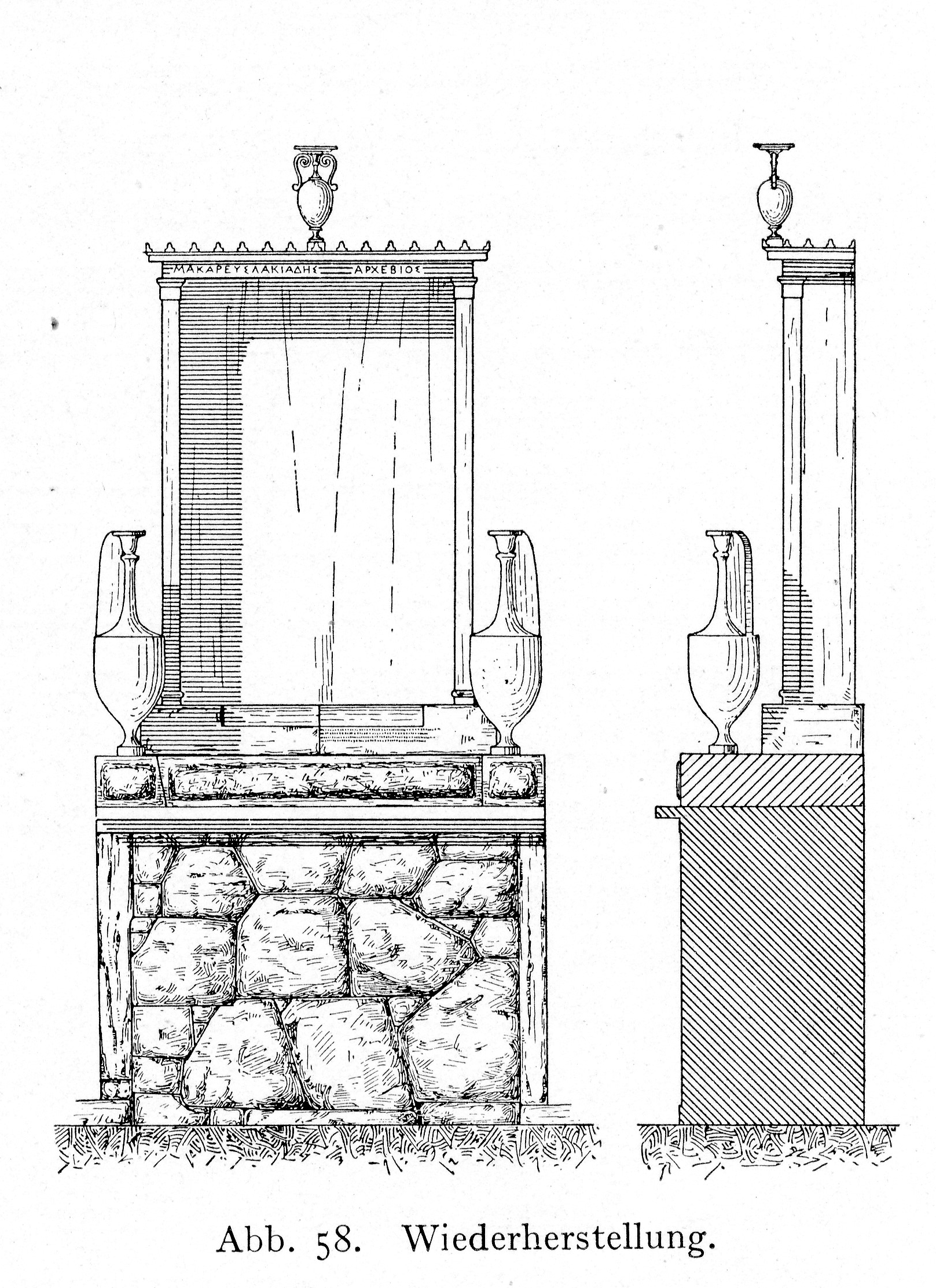
Rekonstruktionszeichnungen des Grabbezirks (1909)

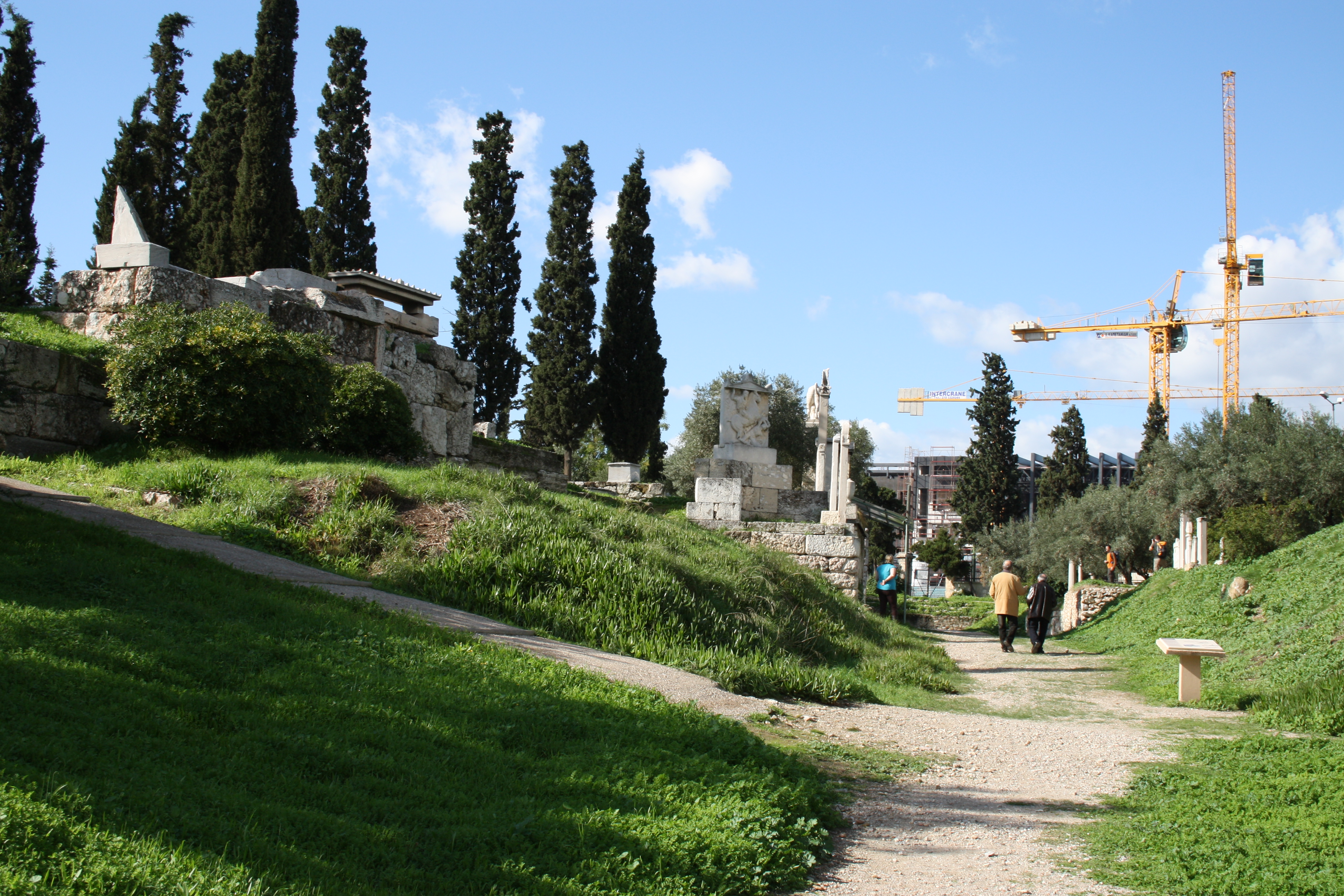
Überreste der Eckterrasse, mittig bei der Mauer der Grabbezirk für Makareus mit Rest des Naïskos

Der Grabbezirk für den Schauspieler Makareus aus dem Demos Lakiadai befindet sich in der Nähe weiterer Grabanlagen für Schauspieler und Dichter, etwa für Aristion, Euthias und Hieronymos, auf der sogenannten Eckterrasse südlich der Nekropolenstraße.

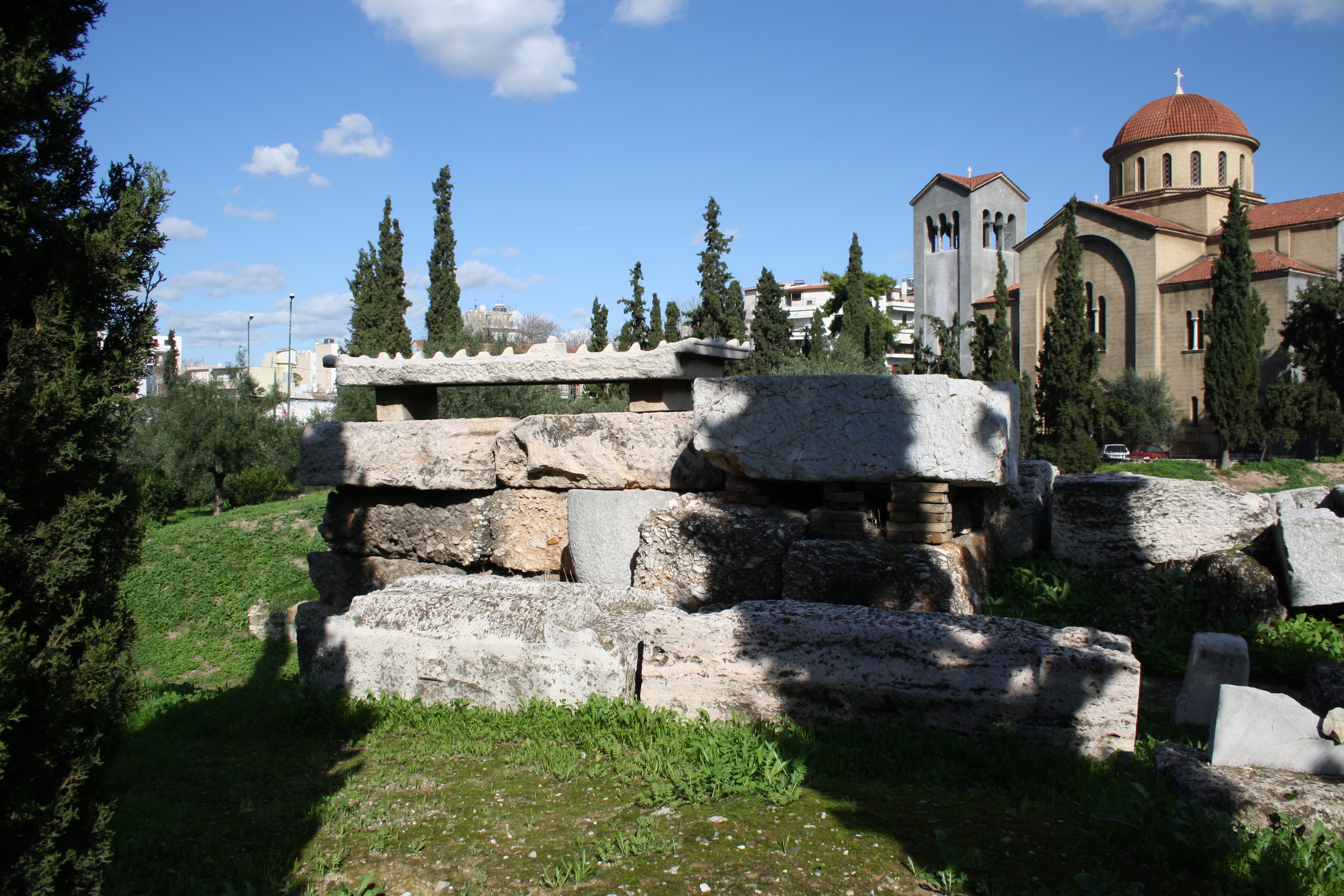
Rückansicht

Die Grabbezirke der Eckterrasse wurden 338 v. Chr. zerstört. Nur zwei Grabbezirke des Bereiches wurden danach wieder erneuert, einer davon war der Grabbezirk für Makareus. Er wurde durch eine Polygonalmauer begrenzt. Darauf wurde zur Gräberstraße hin ein Naïskos auf einer Basis aus Piräuskalkstein errichtet. Da noch ein großes Grabmal errichtet wurde, muss es noch vor dem Erlass des Grabluxusgesetzes während der Regentschaft des Demetrios von Phaleron (zwischen 317 und 307 v. Chr.) errichtet worden sein. Eine Inschrift wurde auf dem marmornen Giebel angebracht, die Makareus aus dem Demos Lakiadai und Archebios als Grabinhaber nennt. Ein Grabepigramm auf der Basis, das heute nur noch schlecht erhalten ist, berichtet vom begabten Tragödienschauspieler Makareus, der schon in jungem Alter verstorben war. Im Naïskos befand sich kein Relief, somit ist davon auszugehen, dass der Schmuck aufgemalt war. Seitlich wurde der Grabbau von zwei marmornen Grablekythen flankiert.
Der Grabbezirk wurde 1863 im Rahmen der ersten systematischen Ausgrabungen auf dem Kerameikos unter Kyriakos Pittakis gefunden. 1870 und 1872 setzte Stefanos Koumanoudis die Grabungen fort, von 1906 bis 1907 und nochmals 1929 Alfred Brueckner. Abschließende Nachgrabungen wurden von 1979 bis 1982 durch Wilfried K. Kovacsovics durchgeführt.